# Schizachyrium spicatum
Schizachyrium spicatum là một loài thực vật có hoa trong họ Hòa thảo. Loài này được (Spreng.) Herter miêu tả khoa học đầu tiên năm 1940.